# Jaroslav Eminger

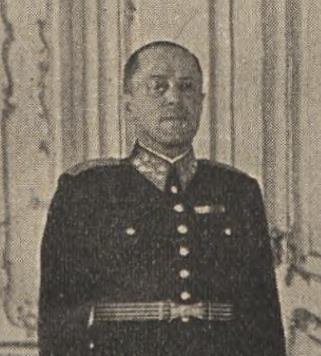
Eminger (1940)

Jaroslav Eminger (* 4. Juni 1886 in Čáslav; † 14. Juli 1964 in Prag) war ein tschechoslowakischer General, bekannt durch seine Arbeit als Kommandant der Regierungstruppe des Protektorats Böhmen und Mähren während des Zweiten Weltkriegs.

## Leben
Jaroslav Eminger wurde als Sohn von Čeněk Ritter von Eminger, eines Obersten der österreichisch-ungarischen Armee, geboren. Er war der einzige Sohn und hatte noch weitere vier Schwestern. Nach Abschluss der Grundausbildung absolvierte er das Gymnasium in Kassa. Nach weniger als zwei Jahren entschied sein Vater, ihn auf das Gymnasium Eisenstadt zu schicken. Nach weiteren zwei Jahren beendete er die Schule an der höheren militärischen Mittelschule in Mährisch Weißkirchen. Anschließend absolvierte er seine Ausbildung an der Militärakademie in Wiener Neustadt, wo er nach Mitte August 1907 den Rang eines Leutnants in der österreichisch-ungarischen Armee erhielt. Beim Ausbruch des Krieges wurde er zum Oberleutnant befördert und in verschiedenen Stabsfunktionen an der Ostfront eingesetzt.
Am 9. November 1918 meldete sich Eminger zum Dienst in der Tschechoslowakischen Armee, die ihn 1919 als Militärattaché nach Budapest entsandte. Hier wurde er unter anderem mit dem Aufbau eines Agentennetzes betraut und 1921 zum Major im Generalstab befördert. Bereits ein Jahr später musste Emiger jedoch nach Enttarnung seiner nachrichtendienstlichen Tätigkeit Ungarn verlassen. Anschließend diente er bis zur Zerschlagung der Tschechoslowakei 1939 in Einheiten der Kavallerie; bei der Auflösung der tschechoslowakischen Streitkräfte stand er im Rang eines Brigadegenerals. Nach und der Gründung des Protektorats am 25. Juli 1939 wurde die ca. 7000 Mann starke Regierungstruppe des Protektorats Böhmen und Mähren aufgestellt. Eminger war während des gesamten Zweiten Weltkriegs Generalinspekteur dieser Regierungstruppe als General I. Klasse (entspricht General der Waffengattung). Die Prager Burgwache nahm auf Weisung Emingers im Mai 1945 am Prager Aufstand teil. Eminger wurde nach Kriegsende von den Kommunisten der Kollaboration mit den Deutschen beschuldigt, die Anschuldigungen aber im April 1947 fallen gelassen.

## Auszeichnungen
- 1915: Bronzene Militär-Verdienstmedaille
- 1916: Eisernes Kreuz II. Klasse
- 1916: Kleine Silberne Tapferkeitsmedaille
- 1917: Orden der Eisernen Krone III. Klasse